# Ivana Maříková
Ivana Maříková (* 1962) je bývalá česká dětská herečka.

## Filmová kariéra
Jejím filmovým debutem se stal film Přijela k nám pouť z roku 1973, v němž se poprvé objevil i Roman Čada, se kterým o dva roky později sehrála svoji životní roli ve filmu Můj brácha má prima bráchu (1975). Potom se objevila ve filmu Malá mořská víla (1976) a ještě téhož roku ve filmu Léto s kovbojem, kde si zahrála Honzovu sestru Andulu. O rok později hrála dceru Lenku ve snímku Což takhle dát si špenát, což byla její poslední filmová role.
Poté měla účinkovat v pokračování Můj brácha má prima bráchu s názvem Brácha za všechny peníze, k tomu už ale nedošlo, protože nesplňovala představy filmařů (byla prý příliš vyvinutá a vysoká), a ve filmu ji nahradila Magdalena Reifová.

## Filmografie
- 1973 – Přijela k nám pouť
- 1975 – Můj brácha má prima bráchu
- 1976 – Malá mořská víla
- 1976 – Léto s kovbojem
- 1977 – Což takhle dát si špenát